# Offer Nissim
Offer Nissim (hebreo: עופר ניסים) Tel Aviv, Israel) es un DJ y productor israelí nacido el año 1964.
Nissim es hijo de padres judíos sefardíes provenientes de Irak. De ser un niño que tocaba música para sus vecinos en Tel Aviv, llegó a convertirse en uno de los principales DJs israelíes en el mundo, realizando trabajos con celebridades como Christina Aguilera, Madonna, Jennifer López, Mylène Farmer.
Ha realizado presentaciones en los Clubes y Fiestas más exclusivas alrededor del mundo, incluyendo el “Club Roxy” de Nueva York, “Club Mix” de París y la fiesta principal del “Carnaval de Río” de Brasil. Actualmente es representado por el sello líder de música dance electrónica “Star 69”, cuyo dueño es el multi-talentoso Productor y DJ Peter Rauhofer, amigo cercano y ganador de varios premios Grammy en 2004.
Todo comenzó en 1979, siendo sólo un adolescente se le ofreció una oportunidad en un Club Gay local, para reemplazar a un DJ que enfermó; el público se enamoró instantáneamente de su música y no transcurrió mucho tiempo para ser invitado a tocar de nueva cuenta, pero ahora para varias fiestas alrededor de Israel. Una década después, conoció a Dana International, percatándose de su mutuo potencial comenzaron a trabajar juntos, sacando al mercado tres álbumes con gran éxito después de dos décadas, incluyendo “Diva” el sencillo que le otorgó el primer lugar a Israel en el Concurso Eurovisión 1998.
Pero no fue hasta cuatro años después, en 2002, cuando lanzó su primer álbum remix “I’m So Excited”, cover de la famosa canción de los 1980’s en conjunto con el cantante israelí Mikiyagi. La versión fue un éxito rotundo en Israel, lo que llevó a NIssim a lo más alto de las listas pop y dance en Israel.
Para el 2004, Nissim había conocido al renombrado DJ y ganador de premios Grammy, Peter Rauhofer, por medio de un amigo muto (Stephan Shepart) en el Club “TLV” donde Nissim había residido a través de una década en la exitosa línea Gay. El trabajo de Offer realmente impresionó a Rauhofer, quien inmediatamente le ofreció unirse a su sello discográfico, “Star 69” en Nueva York. Offer Nissim aceptó, sentando las bases de una larga amistad y cooperación profesional. Ambos realizaron presentaciones en conjunto, en numerosas fiestas incluyendo la “Black Party” de Nueva York y la fiesta de clausura del “Club Roxy”, que a su vez lanzaron un CD Mix Doble, como tributo al legendario Club.
Ese mismo año Nissim comenzó a trabajar con Maya Simantov, una cantante israelí anónima a quien conoció a través de Yinon Yahel, su ingeniero de sonido. Maya y Offer congeniaron de inmediato y comenzaron a trabajar juntos; tiempo después, Simantov fue la voz del exitoso segundo álbum “Searching”, convirtiéndolo en un ícono para los amantes de la música en Israel: gais y heterosexuales por igual. El álbum también logró que las dos principales revistas de música y “NightLife” en Israel “DJ Ha’ir” y “Layla”, lo nombraran DJ y hombre del año por dos ocasiones de manera consecutiva, respectivamente. Ambas Revistas mencionaron que además de su original forma mezclar música, el “performance” de Offer Nissim es el secreto de su éxito entre el público de Israel y el mundo: combina arrebatadores movimientos con una atmósfera energética, que en conjunto crean un lazo incuestionable entre él y su público.
En 2005, Offer Nissim marcó otro logro con el lanzamiento de su primer álbum internacional “First Time”, con la participación de Maya Simantov. Los remixes del álbum de Kristine W “The Wonder of it All” y Amuka “I Want More” llenaron las listas de ventas en EUA, convirtiendo este álbum en un sorprendente éxito entre el público de los clubes y amantes del dance en Estados Unidos. Durante ese y el siguiente año, Offer Nissim llevó a cabo un Tour por algunos de los más prestigiados clubes alrededor del mundo, incluyendo “Roxy “ Nueva York, “Club Living” Ciudad de México, “Club Queen” y “Mix” de París, “Black Party” de Nueva York, “Club Mezanine” de San Francisco, “Carnaval de Río de Janeiro” y “The Week” en Sao Paulo.
Offer Nissim es también considerado la tradición del Gay Pride en todo el mundo, tocando cada año al lado de Peter Rauhofer en el evento principal del “Club Spirit” y el Gay Parade de Nueva York, también ha estado presente en el Gay Pride de Montreal, y por supuesto el Gay Pride de Israel.
En 2007, Offer Nissim lanzó un CD Mix Compilación Doble titulado “Forever Tel Aviv”, presentada simultáneamente en Israel y Estados Unidos. El CD incluía 15 tracks de su propia producción, con Maya Simantov y remixes de artistas como Beyoncé, Donna Summer y Christina Aguilera. Sin embargo, Offer Nissim no se detuvo en este punto y a lo largo de ese año realizó remixes de artistas como Madonna (“Isaac”, “Jump”, “The Beat Goes On”), Christina Aguilera (“Candy Man”, “Hurt”), Jennifer López (“Que Hiciste”), Donna Summer (“The Power of Love”), Deborah Cox (“Everybody Dance”, “Easy as Life”), Shirley Bassy (“La Pasionne”), Suzanne Palmer (“Eye Can See You”), Deborah Cooper (“Live U All Over”), Shirley Broody / Amura (“On To Me”) y Michael Jackson (Remix de “Billy Jean”, como tributo del 25 aniversario del tema original). Actualmente, algunas de éstas formidables compilaciones son incluidas en el más reciente álbum de Offer Nissim “Happy People” que es lanzado por el sello “Star 69” en Estados Unidos, Canadá, Europa, Brasil, México y desde luego Israel.
En abril de 2007, Nissim saca a la venta un álbum doble titulado Forever Tel Aviv. El álbum está conformado por varios de sus más recientes remixes así como tracks de otros DJ's. Los artistas invitados en el material de Offer Nissim son Maya Simantov, Beyoncé, Suzanne Palmer, Christina Aguilera, Donna Summer y Angie Stone, entre otros.
El próximo 5 de julio de 2008 se estará presentando en México para el Karmabeat.
En invierno de 2008, Nissim saca otra versión de "Happy People" mezclada al igual que la anterior, la cual incluye temas nuevos como: "Out of My Skin" y "Believe In Me", con las vocales de Meital De Razón; un remix de la canción "Maganuna" de Dana International, entre otras.
El 19 de septiembre de 2009 se presenta Maya Simantov & Yinon Yahel en el Foro Gran Sur (MX City) como resultado del cambio de la nueva localización antes en ExpoReforma como Principal Actions en el festival Gay a la música electrónica "G Music Fest", acompañados de Allan Natal (DJ del circuit Brasileño) y Rodolfo Bravat como Dj line Open.
El 15 de noviembre de 2009 se presentó en la Ciudad de México para el Karmabeat, con diseño publicitario de Tutimi design.
El 20 de noviembre de 2009 se presentó en Guadalajara México para Foro Alternativo, con el After en "Element Discotheque".
Se tiene previsto que para el mes de enero de 2010 Offer Nissim saque a la venta su más reciente Álbum "I could Never Tel Aviv" el cual consta de 1 álbum doble: El CD 1 incluirá todos los éxitos, remixes y reconstrucciones realizadas por Offer Nissim, el CD 2 será un álbum completamente inédito, presentado por Maya Simantov un nuevo género R&B en el ambiente circuit. Actualmente Offer Nissim está trabajando en un álbum de House con los cantantes Meital de Razón e Itay Calderon, juntos conforman "Epiphony".
El 26 de junio de 2010 se presentó en el Palacio de los Deportes de la Ciudad De México.Para el Gay Music Fest 2010.
El 20 de noviembre de 2010 presentó en el FORO ALTERNO en Guadalajara Jalisco acompañado de Maya y Epiphony para el White Festival 2010.
El 19 de noviembre de 2011 se presentó en el centro de convenciones Roberto Fulton para el quinto aniversario de Karmabeat México Df.
El 26 de noviembre de 2011 se presentó en CALLE 2 en Guadalajara Jalisco (World Tour).
El 14 de marzo de 2015, regresa a la Ciudad de México, presentándose En el Pepsi Center del World Trade Center, para el G Music Fest 2015. Junto a Tannuri, Tracy Youg, Suzanne Palmer comenzando el evento a las 22:00 h.
El 1 de enero de 2016 se presenta en la Ciudad de México en Sala de Armas para Feel Alive 2016 la primera fiesta del año tocó por más de 4 horas ininterrumpidas para más de sus 20 000 seguidores.